# 软毛瓦韦
软毛瓦韦（学名：Lepisorus tricholepis）为水龙骨科瓦韦属下的一个种。

## 扩展阅读
- 維基物種上的相關：软毛瓦韦